# Simon Tyssot de Patot
Simon Tyssot de Patot (1655-1738) was een Franse schrijver, dichter en hoogleraar uit het tijdperk van de Verlichting, die twee belangrijke, originele en invloedrijke boeken schreef in de categorie fantastische literatuur.
Tyssot werd geboren in Londen, en zijn ouders waren Franse hugenoten. Hij groeide op in Rouans, woonde vervolgens in Delft (1662), Heusden (1676-1679) en ’s-Hertogenbosch, maar het langst in Deventer, waar hij lesgaf in Frans en hoogleraar was in wiskunde aan het Athenaeum Illustre. Hij heeft waarschijnlijk John Locke ontmoet in de jaren 1680 en kende zeer waarschijnlijk de Ierse deïst John Toland, die in Den Haag woonde van 1708 tot 1710. In 1727 werd hij beschuldigd van spinozisme en godslastering en uit zijn functie als hoogleraar ontheven. Hij verliet Deventer en vestigde zich begin 1728 in de zelfstandige heerlijkheid IJsselstein. Hij stierf daar in 1738.

## Werken
In Reizen en Avonturen van Jacques Massé (Voyages et Aventures de Jacques Massé, 1714), komt een scheepsarts met zijn reisgenoot na een schipbreuk aan in een fantasieland in de buurt van Zuid-Afrika. Het was een van de eerste romans over een verdwenen wereld met "levende fossielen" van gigantische vogels en vreemde flora die de prehistorie hadden overleefd. Tegelijk was het een boek met een maatschappelijke strekking. De auteur uit kritiek op de kerk en het overerfbare koningschap en geeft aan dat verschillende culturen naast elkaar kunnen bestaan. Hij zou dit boek in het Frans en onder een pseudoniem hebben gepubliceerd omdat hij vreesde dat het boek een schandaal kon veroorzaken.
In zijn boek La Vie les Aventures et le Voyage de Groenland du Révérend Père Cordelier Pierre de Mésange (1720, Het leven, avonturen & de reis naar Groenland van geestelijke Pierre de Mesange), introduceerde Tyssot de Patot het idee dat de aarde hol was. Dit was de eerste keer dat het idee van een reis naar het midden van de aarde op realistische en pseudowetenschappelijke manier werd neergezet, in tegenstelling to de verschillende mythologische verhalen over reizen naar de hel, zoals het boek De goddelijke komedie van Dante Alighieri. Tyssot schreef het boek voordat het boek Onderaardsche reis van Claas Klim (1741) van de Zweedse schrijver Ludvig Holberg, en het klassieke boek Reis naar het middelpunt van de aarde (1864) van Jules Verne verschenen.
Tyssot de Patot beschrijft hoe de hoofdfiguren een verborgen ondergronds koninkrijk ontdekken dat dicht bij de Noordpool ligt. Het koninkrijk bestaat uit afstammelingen van Afrikaanse kolonisten die hun vaderland vierduizend jaar daarvoor hebben verlaten. Dit vroege Pellucidar (een ondergronds koninkrijk bedacht door de schrijver Edgar Rice Burroughs (1914-1963)), wordt verlicht door een mysterieuze vuurbal en wordt bewoond door kleine vleermuisachtige mensen. In de roman komt ook de mythe van de Wandelende Jood (Ahasverus) aan bod.